# Frank Albert Benford jr.

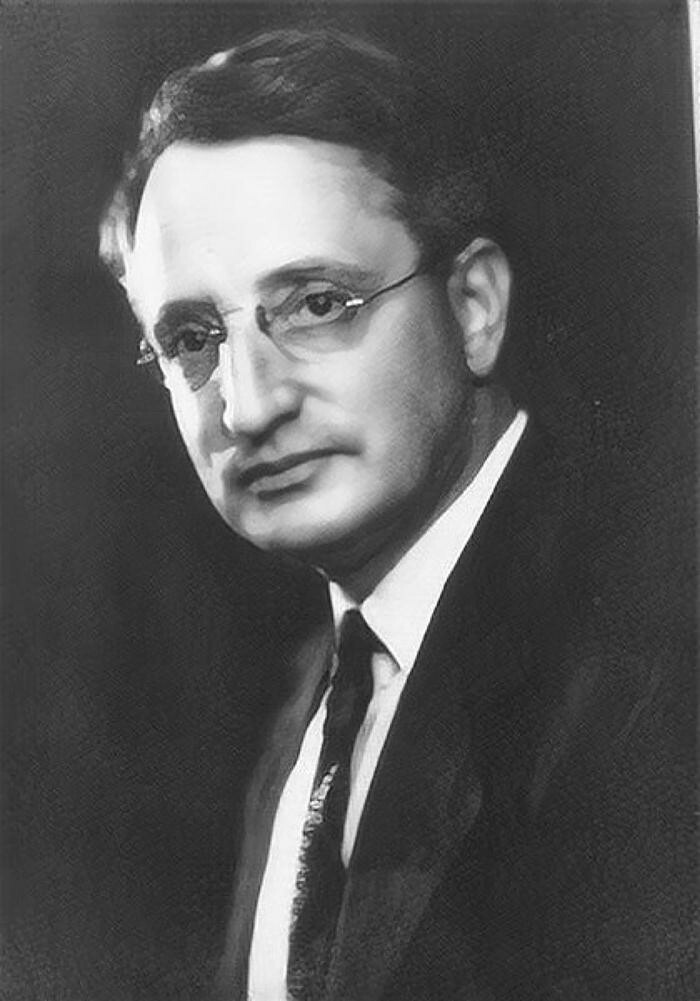
Frank Albert Benford jr.

Frank Albert Benford, Jr., (Johnstown, Pennsylvania, 29 mei 1883 – Schenectady, New York, 4 december 1948) was een Amerikaans fysicus. Hij werd vooral bekend door de Wet van Benford (Benford's Law), een wetmatigheid over het voorkomen van nummers in statistische data.
Na zijn studie aan de Universiteit van Michigan ging hij in 1910 werken bij General Electric. Als expert op het gebied van optische instrumenten publiceerde hij meer dan 100 artikelen op het terrein van de Optica en Wiskunde. Verder verkreeg hij gedurende zijn leven 20 patenten, onder andere  voor een instrument om de brekingsindex van glas te bepalen. 
In juli 1948 ging hij met pensioen en overleed onverwacht op 4 december 1948 in Schenectady.